# Затверецкая набережная
Затверецкая набережная — набережная реки Тверцы в Заволжском районе Твери. Находится в исторической части города Затверечье.

## География
Затверецкая набережная начинается от Екатерининского монастыря и продолжается параллельно Тверце в северном направлении. Пересекает улицу Академика Туполева. От затверецкой набережной отходит 1-й Клубный, Казанский, Дурмановский, Третьяковский и Литейный переулки. Поворачивая, переходит в Исаевский переулок (56°52′47″ с. ш. 35°55′15″ в. д.).
Общая протяжённость Затверецкой набережной составляет 1,7 км.

## История
Затверецкая набережная появилась ещё до регулярной застройки, которая в Затверечье проводилась в конце XVIII века. Называлась набережной реки Тверцы. Название связано с тем, что эта улица идёт по берегу Тверцы, поэтому и застроена с одной стороны.
Застраивалась каменными и деревянными одно- и двухэтажными домами. Среди них в конце XIX или в начале XX века был построен пивоваренный завод Слотинского (дома 34 и 6).
В 1904 году в построенном ранее доме № 44 разместился городской родильный приют. В 1938 году набережная была переименована по своему расположению во избежание путаницы с набережной реки Тверцы, находящейся на правом берегу.
Во время немецкой оккупации застройка начала набережной сильно пострадала. После войны там был разбит сквер.

## Здания и сооружения
Здания улицы, являющиеся объектами культурного наследия:
- Дома 28, 32, 36, 40, 42, 54, 60, 68, 98, 122 — памятники архитектуры с названием «Дом жилой».
- Дом 48 — Больница.
- Дом 116 — Дом Первухина.